# Arichanna consocia
Arichanna consocia là một loài bướm đêm trong họ Geometridae.